# Serviço Central de Segurança
O Serviço Central de Segurança (em inglês: Central Security Service, CSS) é uma agência de apoio ao combate do Departamento de Defesa dos Estados Unidos, estabelecida em 1972 para integrar a Agência de Segurança Nacional (NSA) e os Componentes Criptológicos dos Serviços (SCC) das Forças Armadas dos Estados Unidos no campo da inteligência de sinais, criptologia e garantia da informação em nível tático. Em 2002, o CSS tinha aproximadamente 25.000 membros uniformizados. Ele faz parte da Comunidade de Inteligência dos Estados Unidos.

## História
Após o fim da Segunda Guerra Mundial, os Estados Unidos tinham duas organizações militares para a coleta de inteligência de sinais (SIGINT): a Army Security Agency (ASA) e a Naval Communications Intelligence Organization (OP-20-G). A última foi desativada e reorganizada na muito menor Communications Support Activities (CSA) em 1946, deixando a ASA como a principal agência de SIGINT. Além disso, a Força Aérea dos Estados Unidos estabeleceu sua própria US Air Force Security Service (USAFSS) para a coleta de inteligência de comunicações em 1948.
Em 20 de maio de 1949, o Secretário de Defesa criou a Armed Forces Security Agency (AFSA), que passou a ser responsável pela direção e controle de todas as atividades de inteligência de comunicações (COMINT) e segurança de comunicações (COMSEC) dos Estados Unidos. No entanto, no nível tático, essas tarefas continuaram a ser realizadas pelas respectivas agências do Exército, Marinha e Força Aérea, que não estavam dispostas a aceitar a autoridade da nova AFSA. Na tentativa de obter controle sobre os elementos militares de SIGINT, a AFSA foi substituída pela nova e mais poderosa Agência de Segurança Nacional (NSA) em 24 de outubro de 1952.
A inteligência militar tática era tradicionalmente coletada por soldados, marinheiros, aviadores, fuzileiros navais e guardas costeiros especializados, implantados ao redor do mundo. Por exemplo, durante a Guerra do Vietnã, cada uma das forças armadas implantou suas próprias unidades criptológicas, apoiadas pela NSA, que estabeleceu vários SIGINT Support Groups (SSGs) como pontos de integração para a inteligência de sinais. Com o aumento das exigências criptológicas, os sistemas de SIGINT militares precisaram ser atualizados e unificados, e foi planejada a integração da NSA e das Service Cryptologic Agencies (SCAs) em um novo comando unificado, com a NSA absorvendo as funções das SCAs.
De acordo com James Bamford, a NSA/CSS foi inicialmente concebida como um "quarto departamento" separado ao lado dos três que compõem o Departamento de Defesa. Este último resistiu a essa ideia, e por isso o CSS foi fundado como uma organização inter-serviços. O Central Security Service foi estabelecido por Diretiva Presidencial em fevereiro de 1972 para promover uma parceria total entre a Agência Nacional de Segurança (NSA) e os Service Cryptologic Elements (SCEs) das forças armadas.
A nova solução NSA/CSS aumentou os padrões de desempenho e treinamento e foi a base para a futura centralização da NSA e dos diversos elementos e capacidades criptológicas militares.

## Estrutura
O Chefe do Central Security Service (CH/CSS) é o Diretor da National Security Agency (DIRNSA), que também exerce a função de Comandante do Comando Cibernético dos Estados Unidos (USCYBERCOM), sendo o oficial militar de mais alto escalão dessas organizações. O atual Chefe do CSS é o General Timothy D. Haugh, USAF.
Uma função específica do CSS é a de Vice-Chefe do CSS (DCH/CSS), que é o principal conselheiro sobre questões criptológicas militares para o Diretor da NSA em sua função como Chefe do CSS. O Vice-Chefe supervisiona o sistema criptológico militar e gerencia as parcerias entre a NSA/CSS e os Service Cryptologic Elements. Ele também assegura as capacidades militares para cumprir a Estratégia Nacional Criptológica. O atual Vice-Chefe do CSS é o Brigadeiro General D. Scott George, USAF.

## Tarefas
Para todas as atividades relacionadas a SIGINT, essas organizações de inteligência e segurança militar fazem parte do Central Security Service e, portanto, estão subordinadas ao Diretor da NSA em sua função como Chefe do CSS. Para questões administrativas e apoio logístico, essas organizações criptológicas fazem parte de seus respectivos ramos das Forças Armadas dos Estados Unidos. Outras unidades e recursos relacionados a SIGINT das Forças Armadas podem ser subordinados ao Chefe do CSS pelo Secretário de Defesa, com o aconselhamento dos Chefes do Estado-Maior Conjunto.
O trabalho diário do CSS é capturar sinais inimigos (radar, telemetria, comunicações via rádio/satélite) utilizando os meios do serviço envolvido. Por exemplo, a Marinha possui submarinos especializados para interceptar cabos submarinos; a Força Aérea opera aeronaves com antenas sofisticadas e equipamentos de processamento para escutar radar e rádio inimigos; e em terra, o Exército opera equipamentos semelhantes de escuta.

## Emblema

Selo do Central Security Service anterior a 2022

Após sua criação, o CSS não teve um emblema próprio por muitos anos, então, em 1996, um selo para o Central Security Service foi criado a pedido do Diretor da NSA, Kenneth A. Minihan. O fundo azul do emblema do CSS representa "fidelidade" e "constância", com os símbolos dos elementos do serviço criptológico mostrados no sentido horário a partir do canto superior direito, como segue: Army Intelligence and Security Command, Marine Corps Intelligence, Naval Security Group, Coast Guard Intelligence e Air Force Intelligence, Surveillance and Reconnaissance Agency, com o símbolo da NSA no centro.
O selo foi atualizado em 2022 para exibir todos os seis Service Cryptologic Components, que são: United States Fleet Cyber Command, United States Marine Corps Director of Intelligence, United States Army's Intelligence and Security Command, 16th Air Force, representando os serviços da United States Air Force e da United States Space Force, e o US Coast Guard Deputy Assistant Commandant for Intelligence. Cada um é igualmente balanceado em torno de uma estrela de seis pontos, na qual está centrado o símbolo da NSA/CSS, que fornece o financiamento, direção e orientação para todas as atividades de SIGINT dos Estados Unidos.